# Tons relativos
Tons relativos são os tons que usam as mesmas notas e a mesma armadura, mas pertencem a modos diferentes (uma maior e outra menor). Por isso o tom principal (a tônica acorde em que a música geralmente termina) difere.

## Definição e exemplos

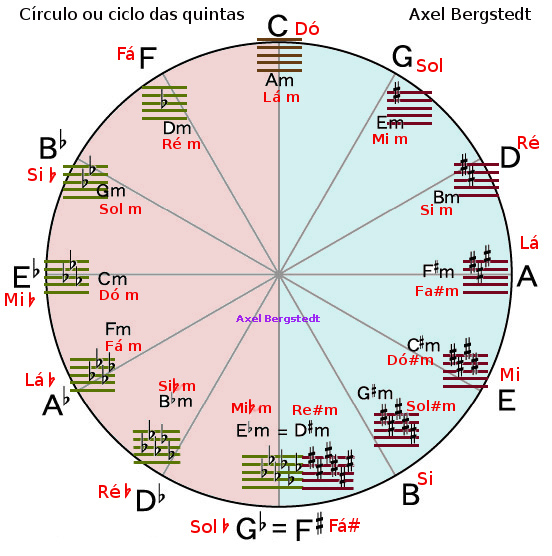

A expressão "relativo" se refere a escalas e também acordes; o tom relativo de um "tom maior" se encontra uma terça menor (três semitons) abaixo do tom e, o tom relativo de um "tom menor" se encontra uma terça menor (três semitons) acima do tom.
Pode-se dizer também em termos/funções, como relativa da dominante, ou relativa da tônica etc.
Exemplos:
- O tom relativo de C é Am, o relativo de Am é C;
- O relativo de F é Dm;
- O relativo de Em é G;
- O relativo da escala D é a escala Bm;
- relativo do acorde D é o acorde Bm

No ciclo das quintas os dois tons relativos ficam lado ao lado.
Se considerar outros modos, como os modos gregos teremos mais escalas relativas, mas na teoria da música geralmente são considerados somente os maiores e menores.

A escala relativa menor de um tom é definido a partir 6º grau do tom.